# U-104 (1940)
U-104 — німецький великий океанський підводний човен класу  IX-B військово-морських сил Третього Рейху.

## Історія
ПЧ U 104 вийшов 12 листопада 1940 о 10:00 з бази в Кілі. Він попрямував до Північної Атлантики через Північну протоку, узбережжя Донеголу в Ірландії. 27 листопада 1940 був пошкоджений британський танкер «Charles F. Meyer» з конвою HX-87 та затоплений британський пароплав «Diplomat» з конвою HX 88. З 28 листопада човен пропав північно-західніше узбережжя Ірландії. 29 листопада об 11:47 ПЧ бачили з британського танкера «Charles F. Meyer» конвою HX 87. Припускають, що човен підірвався на британському мінному полі SN 44 у квадраті AM 5610.